# Anjeza Branka
Anjeza Branka, född den 21 September 1978 i Tirana i Albanien, är en albansk sångerska. 
Branka föddes i Albaniens huvudstad Tirana. Vid 9 års ålder lämnade hon tillsammans med sin familj Albanien för att flytta till Tyskland där hon levde i 14 år. Branka har studerat vid Akademia e Arteve. 1998 besökte hon Albanien för att delta i Festivali i Këngës som då var landets absolut största musikaliska evenemang. 1999 släppte hon sitt första studioalbum. Hon deltog i Kënga Magjike 2001 med låten "Lojë apo dashuri?" som både skrevs och komponerades av Elton Deda. 2006 deltog hon tillsammans med Niku i Top Fest med låten "Më ngadalë" som blev framgångsrik. 2013 deltog hon i Top Fest 10 tillsammans med Muharrem Ahmeti och med låten "Lamtumirë". Trots att låten var en av de populäraste och mest visade på Youtube tog den sig bara till semifinalen.
Branka har även släppt hitsinglar som "Papi", "Të kam xhan" och "Ani Ani".

## Diskografi

### Album
- 2000 – Ëndërroj për ty
- 2002 – Vetëm për ty
- 2007 – Bejbi
- 2009 – Metropol